# Рибо, Марк
Марк Рибо (англ. Marc Ribot; род. 21 мая 1954, Ньюарк, США) — американский гитарист и композитор, студийный музыкант, звезда гитарного авангарда.
Записал 17 дисков с Джоном Зорном. Считался главным музыкальным партнером Тома Уэйтса, звучание гитары Рибо стало фирменным знаком лучших альбомов Уэйтса. Один из основателей и главных идеологов движения «Радикальная еврейская культура».

## Биография
В юности увлёкся экспериментальной музыкой под влиянием своей тёти Роды Унгер (англ. Rhoda Unger, впоследствии психолога и профессора Брандейского университета) и её мужа Мелвина, которые были дружны с гитаристом Францем Кассеусом и сами занимались сочинительством песен.

## Музыканты, с которыми сотрудничал М. Рибо
- Лори Андерсон
- Элвис Костелло
- Роберт Плант
- Дэвид Силвиан
- Танита Тикарам
- Tricky (Эдриан Тоус / Adrian Thaws)
- Джон Зорн
- Леонид Фёдоров
- Марианна Фэйтфул
- Том Уэйтс
- Фред Фрит
- Аукцыон
- Чес Смит
- 17 Hippies
- Lucien Dubuis
- Ellery Eskelin

## Избранная дискография
- Rootless Cosmopolitans (1990)
- Requiem for What’s His Name (1992)
- Marc Ribot Plays Solo Guitar Works of Frantz Casseus (1993)
- Shrek (1994)
- Don’t Blame Me (1995)
- Subsonic — Sounds of a Distant Episode (1995)
- Shoe String Symphonettes (1997)
- The Prosthetic Cubans (1998)
- Yo! I Killed Your God (1999)
- Muy Divertido! (2000)
- Saints (2001)
- Inasmuch as Life is Borrowed (2001)
- Scelsi Morning (2003)
- Soundtracks Vol 2 (2003)
- Spiritual Unity (2005)
- 17 Hippies play Guitar (2006)
- Asmodeus: Book of Angels Volume 7 (2007)
- Welcome to the voice (2007)
- Exercises in Futility (2008)
- Party Intellectuals (2008)
- Ultime Cosmos (2009)